# Breadtube
Breadtube eller Lefttube är en löst sammansatt och informell grupp som skapar, publicerar och direktsänder videor, främst på YouTube: ofta videoessäer med socialistiska, kommunistiska, anarkistiska och andra vänsterinriktade perspektiv. Begreppet är informellt och ofta omtvistat, eftersom det inte finns några överenskomna kriterier för inkludering. En sätt att definiera vilka kanaler som ingår i Breadtube är att de har gemensamma följare, snarare än att kanalerna definierar sig själva.
Breadtubeskapare, eller BreadTubers, lägger vanligtvis upp videor på Youtube och dessa diskuteras sedan även på andra onlineplattformar såsom Reddit. Skapare livestreamar också på Twitch. Breadtubes innehåll är huvudsakligen på engelska och de flesta Breadtubare kommer från USA eller Storbritannien.
Breadtubare är kända för en form av algoritmisk kapning. De väljer att fokusera på samma ämnen som diskuteras av högerinriktade personer och sammanhang, vilket gör att deras videor kan rekommenderas till samma publik som konsumerar exempelvis videor med högerextremt innehåll så att Breadtubarnas perspektiv når ut till en bredare publik. Många Breadtubeskapare finansieras genom crowdfunding och kanalerna fungerar ofta som introduktion till vänsterpolitik för unga tittare.

## Ursprung
Termen Breadtube kommer från Pjotr Kropotkins Erövringen av brödet, en bok som förklarar hur anarkokommunism uppnås och hur ett anarkokommunistiskt samhälle skulle fungera.
Fenomenet Breadtube har inget tydligt ursprung, även om många Breadtubekanaler startade i separata försök att bekämpa anti-social justice warriors och alt-right-innehåll som fick genomslag i mitten av 2010-talet då Brexit i Storbritannien och Donald Trumps presidentkampanj i USA gav högerrörelserna medvind. År 2018 hade dessa individuella kanaler bildat en form av gemenskap. Två framstående tidiga BreadTubers var Lindsay Ellis, som lämnade Channel Awesome 2015 för att starta sin egen kanal som svar på Gamergate-kontroversen och Natalie Wynn, som startade sin kanal ContraPoints 2016 som svar på dominansen för alt-högern på nätet. Enligt Wynn kan ursprunget till Breadtube, alt-right, manosfären och incels spåras till Nyateism.

## Format
Breadtubevideor har ofta ett högt produktionsvärde, innehåller teatraliska element och är längre än vanliga YouTube-videor. Många är direkta svar på högerns diskussionspunkter. Medan högerorienterade skapares videor ofta är antagonistiska mot sina politiska motståndare, försöker Breadtubare analysera och förstå sina motståndares argument, ofta med hjälp av subversion, humor och ”förförelse”. Många strävar efter att tilltala en bred publik och i synnerhet nå nya personer, inte bara dem med liknande synsätt. Videorna slutar sällan med tydliga slutsatser, utan uppmuntrar tittare dra egna slutsatser kring det refererade materialet. Breadtubekanaler citerar ofta vänsterorienterade och socialistiska texter för att informera om sina argument, som då kan fungera som en introduktion till vänsterns tankesätt för deras tittare.

## Nämnvärda kanaler
Enligt en artikel i The New Republic från 2019, är de fem kanaler som oftast nämns som exempel på Breadtubers ContraPoints, Lindsay Ellis, Hbomberguy, Philosophy Tube och Shaun - där Nataly Wynn bakom ContraPoints anses vara BreadTubes "okrönta drottning" - medan Kat Blaque och Anita Sarkeesian nämns som betydande influenser. Ian Danskin (med kanalen Innuendo Studios), Hasan Piker, Vaush, och Destiny har också beskrivits som en del av Breadtube. Flera av dessa personer har avvisat etiketten.

## Finansiering
Många Breadtubare finansieras främst av månatliga donationer på Patreon och vägrar inkomster från reklam och sponsring. Eftersom de inte är beroende av sådana inkomster har Breadtubare större frihet att producera kritiskt innehåll.
Enligt den amerikanska tidningen The Conversation får Breadtubeskapare, från och med 2021, "tiotals miljoner visningar i månaden och har i allt högre grad hänvisats till i media och akademi som en fallstudie i avradikalisering."
Enligt The Independent har Breadtubes "kommentatorer försökt, ganska framgångsrikt, att ingripa i högerns rekryteringsberättelse – lyfta tittare ur kaninhålet, eller åtminstone flytta över dem till ett nytt."